# Microsoft Windows
Microsoft Windows або Windows (англ.  вікна, скор. Win) — група сімейств комерційних пропрієтарних операційних систем корпорації Microsoft, орієнтованих управління за допомогою  графічного інтерфейсу. MS-DOS є прабатьком Windows. Кожне сімейство обслуговує певний сектор комп'ютерної промисловості. Активні сімейства Microsoft Windows включають Windows NT та Windows IoT; вони можуть містити підродини (наприклад, Windows Server або Windows Embedded Compact) (Windows CE). Непідтримані – Windows 9x, Windows Mobile та Windows Phone. Спочатку Windows була лише графічною програмою-надбудовою для поширеної в 1980-х і 1990-х роках операційної системи MS-DOS. Згідно з даними ресурсу Net Applications, станом на серпень 2014 року під управлінням операційних систем сімейства Windows працює близько 88% персональних комп'ютерів. Windows працює на PC-сумісних архітектурах з процесорами x86, x86-64, а також на архітектурі ARM. Існували також версії для DEC Alpha, MIPS, IA-64, PowerPC та SPARC.
Станом на червень 2025 року найновішою версією Microsoft Windows є Windows 11, представлена 24 червня 2021 року.

## Версії
| Дата виходу                                          | Назва                                           | Номер версії | Остання версія                                   | Дата припинення підтримки | Остання версія вбудованого браузера                              | Остання версія DirectX | Сімейство           |
| ---------------------------------------------------- | ----------------------------------------------- | ------------ | ------------------------------------------------ | --- | ---------------------------------------------------------------- | ---------------------- | ------------------- |
| 20 листопада 1985                                    | Windows 1.0x                                    | 1.00         | 1.04 (8 квітня 1987)                             | 31 грудня 2001 | Немає браузерів                                                  | N/A                    | Оболонка для MS-DOS |
| 9 грудня 1987                                        | Windows 2.0 Windows 2.1x                        | 2.00 2.10    | 2.11 (13 березня 1989)                           | 31 грудня 2001 | Немає браузерів                                                  | N/A                    | Оболонка для MS-DOS |
| 1 травня 1990 (RTM) 22 травня 1990 (продажів)        | Windows 3.0                                     | 3.0          | 3.00a (31 жовтня 1990)                           | 31 грудня 2001 | Немає браузерів                                                  | N/A                    | Оболонка для MS-DOS |
| 10 березня 1992 (RTM) 6 квітня 1992 (продажів)       | Windows 3.1                                     | 3.1.103      | 3.11                                             | 31 грудня 2001 | Internet Explorer 5                                              | N/A                    | Оболонка для MS-DOS |
| 1 жовтня 1992                                        | Windows для робочих груп 3.1                    | 3.1.107      | 3.11 (31 грудня 1993)                            | 31 грудня 2001 | Internet Explorer 5                                              | N/A                    | Оболонка для MS-DOS |
| 24 липня 1993 (RTM) 27 липня 1993 (продажів)         | Windows NT 3.1                                  | 3.1.528      | 3.10.528 SP3 (10 листопада 1994)                 | 31 грудня 2001 | Internet Explorer 5                                              | N/A                    | Windows NT          |
| 22 листопада 1993 (RTM)                              | Windows 3.2                                     | 3.2          | 3.2                                              | 31 грудня 2001 | Internet Explorer 5                                              | N/A                    | Оболонка для MS-DOS |
| 4 вересня 1994 (RTM) 21 вересня 1994 року (продажів) | Windows NT 3.5                                  | 3.5.807      | 3.50.807 SP3 (21 червня 1995)                    | 31 грудня 2001 | Internet Explorer 5                                              | N/A                    | Windows NT          |
| 27 травня 1995 (RTM) 30 травня 1995 (продажів)       | Windows NT 3.51                                 | 3.51.1057    | 3.51.1057 SP5 (19 вересня 1996)                  | 31 грудня 2001 | Internet Explorer 5                                              | N/A                    | Windows NT          |
| 11 липня 1995 (RTM) 24 серпня 1995 (продажів)        | Windows 95                                      | 4.0.950      | 4.00.950C (4.03.1216) (26 листопада 1997)        | 31 грудня 2001 11 січня 2005 (ext) | Internet Explorer 5.5                                            | 6.1                    | Windows 9x          |
| 3 серпня 1996 (RTM) 24 серпня 1996 (продажів)        | Windows NT 4.0                                  | 4.0.1381     | 4.00.1381 / SP6a SRP (26 липня 2001)             | 31 грудня 2001 (осн.) 30 червня 2003 (SBL) 11 січня 2005 (ext) | Internet Explorer 6                                              | N/A                    | Windows NT          |
| 12 травня 1998 (RTM) 25 червня 1998 (продажів)       | Windows 98                                      | 4.1.1998     | 4.10.2222A (SE) (5 травня 1999)                  | 13 січня 2004 (осн.) 11 липня 2006 (ext) | Internet Explorer 6                                              | 9.0c                   | Windows 9x          |
| 7 грудня 1999 (RTM) 17 лютого 2000 (продажу)         | Windows 2000                                    | 5.0.2195     | 5.0.2195 / 5.0 SP4 Rollup 1 v2 (13 вересня 2005) | 31 березня 2004 (retail) 31 березня 2005 (SBL) 12 липня 2005 (осн) 13 липня 2010 (ext) | Internet Explorer 6                                              | 9.0c                   | Windows NT          |
| 12 липня 2001                                        | Windows Whistler                                | 5.1.2296     | RC 2 5.1.2526 (27 липня 2001)                    | 8 квітня 2008 | Internet Explorer 6                                              | 9.0c                   | Windows NT          |
| 17 серпня 2001 (RTM) 25 жовтня 2001 (продажу)        | Windows XP                                      | 5.1.2600     | 5.1.2600.5512 SP3 (21 квітня 2008)               | 30 вересня 2004 (RTM) 10 вересня 2006 (SP1/SP1a) 30 червня 2008 (retail) 14 квітня 2009 (SP2/SP3 осн.) 13 липня 2010 ( SP2) 22 жовтня 2010 (SBL) 8 квітня 2014 (ext) 9 квітня 2019 (для банкоматів та спеціалізованих пристроїв) | Internet Explorer 8                                              | 9.0c                   | Windows NT          |
| Травень 2001                                         | Windows Longhorn                                | 6.0.3663     | 6.0.5098 (28 червня 2005 року)                   | Листопад 2006 | Internet Explorer 9                                              | 9.0c                   | Windows NT          |
| 28 березня 2003                                      | Windows XP 64-bit Edition                       | 5.2.3790     | 5.2.3790                                         | 30 червня 2005 | Internet Explorer 6                                              | 9.0c                   | Windows NT          |
| 29 травня 2003                                       | Windows Server 2003                             | 5.2.3790     | 5.2.3790.3959 SP2 (13 березня 2007)              | 30 червня 2009 (RTM) 13 липня 2010 (осн.) 14 липня 2015 (ext) | Internet Explorer 8                                              | 9.0c                   | Windows NT          |
| 25 квітня 2005                                       | Windows XP Professional x64 Edition             | 5.2.3790     | 5.2.3790.3959 SP2 (13 березня 2007)              | 30 червня 2008 (retail) 31 січня 2009 (SBL) 14 квітня 2009 (осн.) 8 квітня 2014 (ext) | Internet Explorer 8                                              | 11                     | Windows NT          |
| 20 січня 2006                                        | Windows Blackcomb                               | 6.1.6429     | 6.1.7201 (3 червня 2010 року)                    | 14 липня 2009 | Internet Explorer 8                                              | 9.0c                   | Windows NT          |
| 4 березня 2006                                       | Windows Server 2003 R2                          | 5.2.3790     | 5.2.3790.3959 SP2 (13 березня 2007)              | 30 червня 2009 (RTM) 13 липня 2010 (осн.) 14 липня 2015 (ext) | Internet Explorer 8                                              | 9.0c                   | Windows NT          |
| 1 листопада 2006 (RTM) 25 січня 2007 (продажу)       | Windows Vista                                   | 6.0.6000     | 6.0.6001 / SP2 Build 6002 (25 травня 2009)       | 13 квітня 2010 (RTM) 22 жовтня 2010 (retail) 12 липня 2011 (SP1) 22 жовтня 2011 (SBL) 10 квітня 2012 (осн.) 11 квітня 2017 (ext)                                                                                                 | Internet Explorer 9                                              | 9.0c                   | Windows NT          |
| 16 липня 2007                                        | Windows Home Server                             | 5.2.4500     | 5.2.4500 (16 липня 2007)                         | 8 січня 2013 (ext) | Internet Explorer 8                                              | 9.0c                   | Windows NT          |
| 17 липня 2007                                        | Windows Vienna                                  | 6.1.6429     | 6.1.7201 (3 червня 2010 року)                    | 14 липня 2009 | Internet Explorer 8                                              | 9.0c                   | Windows NT          |
| 27 лютого 2008                                       | Windows Server 2008 або Windows Longhorn Server | 6.0.6001     | 6.0.6002 / SP2 build 6002 (25 травня 2009)       | 12 липня 2011 (SP1) 13 січня 2015 (осн) 14 січня 2020 (ext) 10 січня 2023 (платний) 9 січня 2024 (безкоштовний у Microsoft Azure)                                                                                                | Internet Explorer 9                                              | 11                     | Windows NT          |
| 13 липня 2009 (RTM) 25 жовтня 2009 (продажу)         | Windows 7                                       | 6.1.7600     | 6.1.7601.25895 (12 березня 2022)                 | 9 квітня 2013 (RTM) 13 січня 2015 (осн.) 14 січня 2020 (ext.) 10 січня 2023 (платний) 12 жовтня 2023 (платний, для редакції Windows Embedded 7 Standard) 8 жовтня 2024 (платний, для редакції Windows Embedded POSReady 7)       | Internet Explorer 11 / Microsoft Edge (тільки Chromium)          | 11                     | Windows NT          |
| 22 липня 2009 (RTM) 22 жовтня 2009 (продажу)         | Windows Server 2008 R2 або Windows Server 7     | 6.1.7600     | 6.1.7601 / SP1 Build 7601 (22 лютого 2011)       | 13 січня 2015 (осн) 14 січня 2020 (ext)) 10 січня 2023 (платний) 9 січня 2024 (безкоштовний у Microsoft Azure) | Internet Explorer 9 / Microsoft Edge (тільки Chromium)           | 11                     | Windows NT          |
| 6 квітня 2011                                        | Windows Home Server 2011                        | 6.1.8400     | 6.1.8400                                         | 12 квітня 2016 (ext) | Internet Explorer 9 / Microsoft Edge (тільки Chromium)           | 11                     | Windows NT          |
| 1 серпня 2012 (RTM) 4 вересня 2012 (продажу)         | Windows Server 2012 або Windows Server 8        | 6.2.9200     | 6.2.9200 (26 жовтня 2012 року)                   | 9 жовтня 2018 (осн) 10 жовтня 2023 (ext) 13 жовтня 2026 (платний) | Internet Explorer 11 / Microsoft Edge (тільки Chromium)          | 11.1                   | Windows NT          |
| 23 серпня 2012 (RTM) 26 жовтня 2012 (продажу)        | Windows RT                                      | 6.2.9200     | 6.3.9600                                         | 9 січня 2018 (осн) 10 січня 2023 (ext) | Internet Explorer 11/ Microsoft Edge                             | 11.1                   | Windows NT          |
| 25 липня 2012 (RTM) 26 жовтня 2012 (продажу)         | Windows 8                                       | 6.2.9200     | 6.2.9200 (26 жовтня 2012 року)                   | Всі редакції крім Windows Embedded 8 Standard: 12 січня 2016 (RTM) |                                                                  | 11.1                   | Windows NT          |
| 25 липня 2012 (RTM) 26 жовтня 2012 (продажу)         | Windows Embedded 8 Standard                     | 6.2.9200     |                                                  | 10 липня 2018 (осн) 11 липня 2023 (ext) | Internet Explorer 11/ Microsoft Edge (тільки Chromium)           | 11.1                   | Windows NT          |
| 21 серпня 2013 (RTM) 26 листопада 2013 (продажу)     | Windows Server 2012 R2 або Windows Server Blue  | 6.2.9200     | 6.3.9600 (17 жовтня 2013 року)                   | 9 жовтня 2018 (осн) 10 жовтня 2023 (ext) 13 жовтня 2026 (платний) | Internet Explorer 11 / Microsoft Edge (тільки Chromium)          | 11.2                   | Windows NT          |
| 21 серпня 2013 (RTM) 12 листопада 2013 (продажу)     | Windows 8.1                                     | 6.3.9600     | 6.3.9600 (17 жовтня 2013 року)                   | Всі версії крім Windows Embedded 8.1 Industry: 9 січня 2018 (осн.) 10 січня 2023 (ext) | Internet Explorer 11 / Microsoft Edge (тільки Chromium)          | 11.2                   | Windows NT          |
| 21 серпня 2013 (RTM) 12 листопада 2013 (продажу)     | Windows Embedded 8.1 Industry                   | 6.3.9600     |                                                  | 10 липня 2018 року (осн.) 11 липня 2023 року (ext) | Internet Explorer 11 / Microsoft Edge (тільки Chromium)          | 11.2                   | Windows NT          |
| 9 липня 2015 (RTM) 29 липня 2015 (продажу)           | Windows 10                                      | 10.0.10240   | 22H2 (18 жовтня 2022)                            | 13 жовтня 2020 (RTM) 14 жовтня 2025 (осн.) 12 січня 2027 (осн.) 13 січня 2032 (ext) для редакції Windows 10 LTSC 2021 | Microsoft Edge / Internet Explorer 11 (залишений для сумісності) | 12                     | Windows NT          |
| 29 вересня 2016 (RTM) 15 жовтня 2016 (продажу)       | Windows Server 2016 або Windows Server 10       | 10.0.14393   | 1607 (10.0.14393) (26 вересня 2016)              | 11 січня 2022 (осн.) 12 січня 2027 (ext.)}} | Internet Explorer 11 / Microsoft Edge (тільки Chromium)          | 12                     | Windows NT          |
| 14 серпня 2018 (RTM) 13 листопада 2018 (продажу)     | Windows Server 2019 або Windows Server 10       | 10.0.17763   | 1809 (10.0.17763) (11 листопада 2018)            | 9 січня 2024 (осн.) 9 січня 2029 (ext.) | Internet Explorer 11 / Microsoft Edge (тільки Chromium)          | 12                     | Windows NT          |
| 24 червня 2021 (RTM) 17 серпня 2021 (продажу)        | Windows Server 2022 або Windows Server 10       | 10.0.19045   | RTM (1 вересня 2021)                             | 14 жовтня 2025 року (осн.) 13 жовтня 2026 року (ext.) | Internet Explorer 11 / Microsoft Edge (тільки Chromium)          | 12                     | Windows NT          |
| 24 червня 2021 (RTM) 5 жовтня 2021 року (продажу)    | Windows 11                                      | 11.0.22000   | 22H2 (22621.1344) (14 березня 2023)              | 14 жовтня 2025 (осн.) 13 жовтня 2026 (ext) | Microsoft Edge                                                   | 12                     | Windows NT          |

Умовні позначення:
- RTM — закінчення підтримки першого оновлення
- осн. — закінчення дії ліцензії для першого (основного) релізу
- SBL — закінчення терміну ліцензії для виробників[3]
- retail — закінчення терміну ліцензії для роздрібних покупців
- SPx — закінчення терміну ліцензії для різних доповнень (сервіс-паків) до системи
- ext — повне закінчення підтримки системи.
- платний — платні закінчення підтримки системи.

## Сімейства

Родинне дерево Windows

Версії Windows можна умовно поділити на кілька груп.

### Графічні інтерфейси і розширення для DOS
Ці версії Windows не були повноцінними операційними системами, а були надбудовами для операційної системи DOS і були, по суті, багатофункціональним розширенням, яке додавало підтримку нових режимів роботи процесора, підтримку багатозадачності, забезпечувало стандартизацію інтерфейсу апаратного забезпечення, обмін даними між додатками та одноманітність користувацьких інтерфейсів програм. Для створення графічного інтерфейсу використовувалися вбудовані засоби GDI і USER. Перші версії Windows складалися з трьох модулів - KERNEL, GDI і USER. Перший із них забезпечував управління пам'яттю, запуск виконуваних файлів і завантаження динамічних бібліотек DLL, другий відповідав за графіку, третій - за вікна. Вони працювали з процесорами, починаючи з Intel 8086.
1. Windows 1.0[4] (1985)

Логотип перших Windows

2. Windows 2.0 (1987) — з'явилася можливість запуску DOS-додатків у графічних вікнах, причому кожному додатку надавалися повні 640 Кбайт пам'яті. Покращено підтримку процесорів 80286. У версії 2.03 (2.0/386) з'явилася підтримка процесорів 80386[5][6][7].
3. Windows 2.1 (1988) - повна підтримка всіх особливостей процесорів 80286 і 80386.
4. Windows 3.0 (1990) — поліпшено підтримку процесорів 80386 і захищеного режиму[8][9].
5. Windows 3.1 (1992) — серйозна переробка Windows 3. 0: усунуто UAE (фатальні помилки прикладних програм), додано механізм OLE, друк у режимі WYSIWYG («що бачиш, те й отримаєш»), шрифти TrueType, змінено диспетчер файлів, додано мультимедійні функції. Припинено підтримку процесора 8086 і реального режиму.
6. Windows 3.2 (1994) — китайська версія Windows 3.1. Оновлення було обмежене, оскільки воно виправляло тільки проблеми, пов'язані зі складною системою написання в китайській мові[10].
7. Windows for Workgroups 3.11 (1993) — Windows для робочих груп, перша версія ОС сімейства з підтримкою локальних мереж. У системі також випробовувалися окремі удосконалення ядра, пізніше застосовані в Windows 95. З цієї версії припинено підтримку процесора 80286 і стандартного режиму.

### Родина Windows 9X
Сімейство ОС, розроблених спеціально для процесорів з 32-бітною архітектурою. На відміну від попередніх версій, Windows цього сімейства вже є повноцінними операційними системами та не потребують для своєї роботи підтримки з боку MS-DOS. Водночас спрямування системи на широкий споживацький ринок обумовили підвищені вимоги до зворотної сумісності, тобто можливість виконання широкого спектра програм, написаних для MS-DOS та ранніх версій Windows. Це призвело до компромісів в архітектурі, що певним чином вплинуло на стабільність Windows. При цьому потреба охопити якнайширший парк встановлених у потенційних користувачів комп'ютерів, накладала досить жорсткі вимоги до швидкості роботи ОС. Пришвидшення роботи частково відбулось за рахунок архітектурних компромісів, що теж вплинуло на стабільність цих систем.
- 1995 24 серпня — Windows 95 (номер версії: 4.00.950)
- 1998 25 червня — Windows 98 (номер версії: 4.1.1998)
- 1999 5 травня — Windows 98 Second Edition (Windows 98 SE) (номер версії: 4.1.2222)
- 2000 19 червня — Microsoft Windows Me (номер версії; 4.9.3000)

Логотип першої системи сімейства Windows 9x

Перша система цього сімейства - Windows 95 - була випущена в 1995 році. Її відмінними рисами були новий користувальницький інтерфейс, підтримка довгих імен файлів, автоматичне визначення та конфігурація периферійних пристроїв Plug and Play (англ. Підключив і грай), наявність підтримки TCP/IP безпосередньо в системі, здатність виконувати 32-бітові додатки. Windows 95 використовувала витісняючу багатозадачність і виконувала кожний 32-бітний додаток у своєму адресному просторі.
До даного сімейства відносяться також Windows 98 та Windows Me.

Логотип другої системи сімейства Windows 9x

Операційні системи цього сімейства не були такими безпечними багатокористувацькими системами, як Windows NT, оскільки з міркувань сумісності вся підсистема призначеного для користувача інтерфейсу і графіки залишалася 16-бітною і мало відрізнялася від тієї, що була в Windows 3.x. Оскільки цей код не був потокобезпечним, усі виклики до підсистеми оберталися в м'ютекс на ім'я Win16Lock, який ще й перебував завжди в захопленому стані під час виконання 16-бітного застосунку. Таким чином, «зависання» 16-бітного додатка негайно блокувало всю ОС. Але вже 1999 року вийшло друге виправлене видання.
Програмний інтерфейс був підмножиною Win32 API, що підтримується Windows NT, але мав підтримку Юнікода в дуже обмеженому обсязі. Також у ньому не було належного забезпечення безпеки (списки доступу до об'єктів і поняття «адміністратор»).
У складі Windows 95 була присутня MS-DOS 7.0, однак її роль зводилася до забезпечення завантаження і виконання 16-бітних DOS-додатків. Дослідники помітили, що ядро Windows 95 — VMM — звертається до DOS під собою, але таких звернень досить мало, найголовніша функція ядра DOS - файлова система FAT - не використовувалася. Загалом же інтерфейс між VMM і нижчерозміщеною DOS ніколи не публікувався, і DOS була помічена Ендрю Шульманом (книга Недокументований Windows 95) у наявності недокументованих викликів тільки для підтримки VMM.

### Тестові версії Windows
Тестові версії Windows — версії, що мали баги і недоліки, в яких неможливо щось зробити, проте це були версії в яких були певні нововедення.
1. Windows 1.01
2. Windows 1.02
3. Windows 1.03
4. Windows Alpha Release
5. Windows Beta Release
6. Windows Dev. Release
7. Windows 1.01 OEM (Zenith)
8. Windows 1.04 (Mini)
9. Windows 1.03 (1.2m)
10. Windows 1.01 (Demo)
11. Windows 1.01 (Mini + MS-DOS)
12. Windows 1.04
13. Windows 1.03 (France)
14. Windows 1.03 (Debug)
15. Windows 1.03 (Germany)
16. Windows 1.03 OEM (HP Vectra)
17. Windows 1.03 OEM (NEC PC-9800)
18. Windows 1.00 (Premiere Edition)

### Родина Windows NT
Операційні системи цього сімейства працювали на процесорах з архітектурою IA32 та деяких менших RISC-процесорів: Alpha, MIPS (до версії 2000, що вийшла лише у версії для IA32). Розробка Windows NT велась на тих самих засадах, що і Windows 9X, але NT із самого початку позиціонувалась не на домашнє використання, а на серверний ринок. Це дозволяло не звертати значної уваги на зворотну сумісність та накладало не такі жорсткі обмеження на швидкість роботи. Таким чином в ОС цього сімейства з самого початку були повноцінно реалізовані механізми безпечної взаємодії між процесами, що позитивно вплинуло на їхню стабільність. Ціною були вищі вимоги до апаратного забезпечення та (особливо в ранніх версіях) обмежена можливість використання старих програм.
1. Windows NT 3.1 (1992)
2. Windows NT 3.5 (1994)
3. Windows NT 3.51 (1995)
4. Windows NT 4.0 (1996)
5. Windows 2000 — Windows NT 5.0 (2000)
6. Windows XP[19][20][21][22] — Windows NT 5.1 (2001)
7. Windows XP 64-bit Edition — Windows NT 5.2 (2003)
8. Windows Server 2003 — Windows NT 5.2 (2003)
9. Windows XP Professional x64 Edition — Windows NT 5.2 (2005)
10. Windows Vista — Windows NT 6.0 (2006)
11. Windows Home Server — Windows NT 5.2 (2007)
12. Windows Server 2008 — Windows NT 6.0 (2008)
13. Windows Small Business Server — Windows NT 6.0 (2008)
14. Windows 7[23][24] — Windows NT 6.1 (2009)
15. Windows Server 2008 R2 — Windows NT 6.1 (2009)
16. Windows Home Server 2011 — Windows NT 6.1 (2011)
17. Windows 8[25][26][27][28][29][30] — Windows NT 6.2 (2012)
18. Windows Server 2012 — Windows NT 6.2 (2012)
19. Windows 8.1[31] — Windows NT 6.3 (2013)
20. Windows Server 2012 R2 — Windows NT 6.3 (2013)
21. Windows 10[32][33][34][35] — Windows NT 10.0[36][37][38] (2015)
22. Windows Server 2016 (2016)
23. Windows Server 2019 (2019)
24. Windows Server 2022 (2021)
25. Windows 11 (2021)
26. Windows 12

В основу сімейства Windows NT покладено поділ адресних просторів між процесами. Кожен процес має можливість працювати з виділеною йому пам'яттю. Однак він не має прав для запису в пам'ять інших процесів, драйверів і системного коду.
Операційні системи сімейства Windows 9X та Windows NT належать до операційних систем з витіснюваною багатозадачністю. Поділ процесорного часу між потоками відбувається за принципом «каруселі». Операційна система виділяє квант часу (в Windows 2000 квант становить близько 20 мс) кожному потоку за чергою з врахуванням пріоритету. Після закінчення виділеного часу система перехоплює у потоку управління та виділяє час наступному потоку за чергою. Також потік може відмовитись від виділеного йому кванту часу; в цьому випадку система перехоплює у нього управління (навіть якщо виділений квант часу триває) і передає цей квант іншому потоку. При передачі управління система зберігає стан всіх регістрів процесора в особливій структурі пам'яті. Ця структура називається контекстом потоку. Збереження контексту потоку дає можливість для наступного поновлення його роботи.

#### Windows XP

Windows XP

Операційна система Windows XP (кодова назва при розробці — Whistler; внутрішня версія — Windows NT 5.1), випущена 25 жовтня 2001, була розвитком Windows 2000 Professional. Назва XP походить від англ. experience (досвід, враження, від прикметника професійний). Назва увійшла до практики використання, як професійна версія.
На відміну від попередньої системи Windows 2000, яка поставлялася як в серверному, так і в клієнтському варіантах, Windows XP є виключно клієнтською системою. Її серверним варіантом є випущена пізніше система Windows Server 2003. Windows XP і Windows Server 2003 побудовані на основі одного і того ж ядра операційної системи, в результаті їхній розвиток і оновлення йде більш-менш паралельно. Основна підтримка завершена 14 квітня 2009 року. Розширена підтримка завершилася 8 квітня 2014 року.

#### Windows Vista

Windows Vista

У травні 2007 року корпорація Microsoft вивела на український ринок україномовну операційну систему Windows Vista і програмне забезпечення Office System 2007. Раніше для продуктів компанії існували лише додаткові мовні модулі (патчі) локалізації, а повнофункціональні україномовні версії комерційних продуктів були відсутніми.
Процес локалізації продуктів, що почався майже два з половиною роки до моменту виведення на ринок готового продукту, мав низку складнощів з перекладом, і в цілому в нових продуктах використано 350 нових термінів.
|  | З одного боку, іноді термінів в українській мові просто не існує, іноді вони існують, але не застосовуються в IT-індустрії відносно IT завдань. Крім того, що необхідно було вибрати потрібні терміни, найвідповідніші до тієї або іншої функції або до тієї або іншої ситуації, які відбиваються в програмі, для нас, звичайно, було завданням зберегти початковий зміст самого коду і тих повідомлень, які видаються користувачеві, — директор Майкрософт-Україна Лановенко. |

У процесі локалізації продуктів корпорація «Microsoft» співпрацювала з українськими державними установами, відповідальними за термінологію, і представниками академічного сектора України, що дозволило створити єдину термінологічну базу. Українські версії програм Windows® і Office® стали результатом унікального співробітництва корпорації Microsoft® з українськими державними установами, які відповідають за термінологію, і представниками академічного сектора країни.
У робочу групу, яка займалася перекладом і адаптацією Windows Vista і 2007 Office System, увійшли представники як українського офісу, так і головного офісу компанії, декілька підрядників і державних організацій. Роботу з перекладу інтерфейсу за замовленням корпорації Microsoft виконували дві компанії: компанія «Логрус» — локалізація, компанія «Lionbridge» — перевірка і налаштування. Основна підтримка завершена 10 квітня 2012 року. Розширена підтримка завершилася 11 квітня 2017 року.

#### Windows 7

Windows 7

Після Windows Vista 22 жовтня 2009 року вийшла Windows 7. Основна підтримка завершена 13 січня 2015 року. Розширена підтримка завершилася 14 січня 2020 року.

#### Windows 8

Windows 8

Була випущена 26 жовтня 2012 року. Це наступниця Windows 7. Звичайного меню «Пуск» в Windows 8 не було, його замінив екран «Пуск». Основна підтримка завершена 9 січня 2018 року. Розширена підтримка припинена 10 січня 2023 року (доступна тільки для серверів, банкоматів та спеціалізованих пристроїв).

#### Windows 10

Windows 10

Була презентована 30 вересня 2014 року, а випущена 29 липня 2015 року. У Windows 10 було повернуто звичайне меню «Пуск», яке замінило екран «Пуск» у Windows 8 та Windows 8.1. Основна підтримка завершена 13 жовтня 2020 року. Розширена підтримка діє ще до 14 жовтня 2025 року.

#### Windows 11

Windows 11

Найновіша версія лінійки операційних систем Windows NT. Була представлена 24 червня 2021 року та вийшла 5 жовтня 2021 року. Windows 11 доступна як безкоштовне оновлення для сумісних пристроїв з Windows 10, за допомогою служби Windows Update.

#### Windows 12
12 жовтня 2024 року, згідно повідомлення видання XDA, з останнім оновленням 24H2 ОС Windows 11 за своєю суттю перетворилася на Windows 12.

### Сімейство Windows Plus
Комерційний продукт, що доповнює можливості Microsoft Windows. Останньою редакцією була Plus! SuperPack, яка містила в собі заставки, теми, ігри та мультимедійні додатки. Microsoft Plus! вперше було анонсовано 31 січня 1994 року під кодовою назвою Frosting.

### Сімейство ОС длясмартфонів

Логотип Windows Phone

Це сімейство операційних систем реального часу було спеціально розроблено для мобільних пристроїв. Підтримуються процесори ARM, MIPS, SuperH і x86. На відміну від інших операційних систем Windows, операційні системи цього сімейства продаються тільки в складі готових пристроїв, таких як смартфони, кишенькові комп'ютери, GPS-навігатори, MP3-програвачі та інші. В даний час під терміном «Windows CE» розуміють тільки ядро операційної системи. Наприклад, Windows Mobile 5.0 містить у собі ядро Windows CE 5.0.
Наразі Windows Phone і Windows 10 Mobile неактуальні у зв'язку з тим, що Windows Phone і Windows 10 Mobile поступилися популярністю Android і iOS.
- Windows CE
- Windows Mobile
- Windows Phone
- Windows 10 Mobile

### Сімейство Windows Server

Логотип Windows server 2008

Windows Server - це сімейство серверних систем. Це сімейство використовується для серверних комп'ютерів і ноутбуків. В даний час використовуються наступні варіанти ОС Windows Server.

Логотип Windows Server 2022

- Windows Server 2003
- Windows Server 2003 R2
- Windows Home Server 2007
- Windows Server 2008
- Windows Server 2008 R2
- Windows Home Server 2011
- Windows Server 2012
- Windows Server 2012 R2
- Windows Server 2016
- Windows Server 2019
- Windows Server 2022

### Сімейство вбудованих ОС Windows Embedded
Windows Embedded — сімейство операційних систем реального часу, яке було спеціально розроблено для застосування в різних вбудованих системах. Ядро системи має спільне з сімейством ОС Windows CE і підтримує процесори ARM, MIPS, SuperH і x86.
Windows Embedded включає додаткові функції з вбудовування, серед яких фільтр захисту від запису (EWF і FBWF), завантаження з флеш-пам'яті, CD-ROM, мережі, використання власної оболонки системи тощо.
На відміну від операційних систем Windows, операційні системи цього сімейства продаються тільки в складі готових пристроїв, таких як банкомати, медичні прилади, навігаційне обладнання, «тонкі» клієнти, VoIP-термінали, медіапрогравачі, цифрові рамки (альбоми), касові термінали, платіжні термінали, роботи, ігрові автомати, музичні автомати та інші.
Нині випускаються такі варіанти ОС Windows Embedded:
- Windows Embedded CE,
- Windows Embedded Standard,
- Windows Embedded POSReady,
- Windows Embedded Enterprise,
- Windows Embedded NavReady,
- Windows Embedded Server.

### Хмарні обчислення: Windows Azure
Восени 2008 року Майкрософт оголосив про власну платформу у хмарних обчисленнях (англ. cloud computing), і анонсував нову операційну систему для розподілених обчислень в інтернеті — Windows Azure. Концепція хмарних обчислень являє собою використання обчислювальних потужностей, дискового простору і каналів зв'язку «обчислювальної хмари» для виконання трудомістких завдань. Навантаження між комп'ютерами, що входять в цю хмару, розподіляється автоматично. Більшість «хмарних» застосунків для клієнта працюють в браузері.

## Безпека
На початку лютого 2025 року Microsoft випустила оновлення безпеки, яке усуває 55 вразливостей, включаючи чотири критичні дефекти «нульового дня». Серед виправлень – 22 уразливості, які дозволяли віддалене виконання коду, та 19, що могли надати зловмисникам вищі системні привілеї. Активно експлуатувалися CVE-2025-21391 (вразливість у Windows Storage, що дає змогу видаляти файли) та CVE-2025-21418 (проблема у Windows Ancillary Function Driver, яка відкриває хакерам повний доступ до системи). Додатково виявлені CVE-2025-21194 (обхід захисту UEFI у Microsoft Surface) та CVE-2025-21377 (експлуатація NTLM-хеша для викрадення облікових даних).

## Інтегровані програмні продукти
Пакет Microsoft Windows включає стандартні застосунки, такі як браузер (Internet Explorer), поштовий клієнт (Outlook Express), програвач (Windows Media Player). За допомогою технологій COM і OLE їхні компоненти можуть вбудовуватися в інші застосунки, у тому числі й сторонніх виробників. Ці продукти позиціонуються як безплатні і можуть бути вільно викачані з офіційного сайту Microsoft, проте для установки деяких з них необхідно мати робочу ліцензію Windows. Запуск цих програм під іншими операційними системами можливий за допомогою емуляторів середовища Windows. Існують також версії деяких з них, спеціально розроблені для інших операційних систем. Ці версії поступаються оригінальним версіям набором функцій і можливостей, а також частотою оновлення.
У 1997 році компанія Sun Microsystems (нині належить Oracle) подала в суд на компанію за порушення ліцензії на використання технологій Java. У 2001 році Microsoft виплатила штраф і виключила несумісну з ліцензованою віртуальну машину Java зі складу своїх продуктів.
Навколо факту включення таких стандартних продуктів в ОС Windows розгортається багато суперечок і дискусій, оскільки це створює серйозні перепони для розповсюдження конкуруючих продуктів. Так, часто оспорюють лідерство і ставлять під сумнів якість браузера Internet Explorer, пояснюючи його популярність входженням в пакет Windows і поганою обізнаністю користувачів про наявність альтернатив. А в березні 2004 року Європейська Комісія оштрафувала Майкрософт і зобов'язала створити для продажу в Європі версію Windows без Windows Media Player. Сама компанія Майкрософт продовжує відстоювати своє право включати свої продукти в пакет Windows і розробляє нові інтегровані продукти.

## Популярність
Нині Windows встановлена на більшості персональних комп'ютерів і робочих станцій. Багато користувачів зробили вибір на користь Microsoft Windows, але дуже велика кількість зовсім не знайомі з альтернативами, такими як Mac OS X x86, GNU/Linux, BSD і іншими системами. В Україні до початку 2000-х років майже всі персональні комп'ютери продавалися з наперед установленою системою Windows. Боротьба з розповсюдженням нелегальних копій програмних продуктів привела до появи інтересу до вільних операційних систем. Так, наприклад, стало можливим придбати персональний комп'ютер з наперед установленою безкоштовною операційною системою GNU/Linux, FreeBSD і іншими[джерело?].
За даними компанії Net Applications, на червень 2021 року ринкова частка Windows склала 91%. За іншими даними, ринкова частка Windows трохи менша. Її падіння пов'язане насамперед із тенденцією до скорочення продажів ПК у світі, а також зі збільшенням частки ОС конкурентів - macOS і Linux. Серед різних версій Windows за даними StatCounter на серпень 2023 року найбільш популярною є Windows 10 (71,14%).
| Настільна ОС  | StatCounter |
| ------------- | ----------- |
| Інші версії   | 0,03 %      |
| Windows XP    | 0,39 %      |
| Windows Vista | 0,09 %      |
| Windows 7     | 3,73 %      |
| Windows 8     | 0,51 %      |
| Windows 8.1   | 0,84 %      |
| Windows 10    | 73,46 %     |
| Windows 11    | 20,95 %     |

| Клієнтська операційна система | Дата загальної доступності | Кінець роздрібних продажів | Кінець продажів ПК зі встановленою ОС |
| ----------------------------- | -------------------------- | -------------------------- | ------------------------------------- |
| Windows XP                    | 31 грудня 2001             | 30 червня 2008             | 22 жовтня 2010                        |
| Windows Vista                 | 30 січня 2007              | 22 жовтня 2010             | 22 жовтня 2011                        |
| Windows 7                     | 22 жовтня 2009             | 31 жовтня 2013             | 31 жовтня 2014                        |
| Windows 8                     | 26 жовтня 2012             | 31 жовтня 2014             |                                       |
| Windows 8.1                   | 18 жовтня 2013             |                            |                                       |
|                               |                            |                            |                                       |

## Конкурентна боротьба
26 листопада 2024 року, розробники браузерів Opera, Vivaldi, Chrome, Wavebox і Waterfox, які об’єдналися в організацію Browser Choice Alliance з метою відстояти право споживачів обирати та використовувати улюблений браузер у Windows без негативних наслідків цього вибору, повідомили, що Microsoft різними недобросовісними способами обмежує користувачів у цьому. Зокрема, Browser Choice Alliance закликає Європейську комісію включити Edge від Microsoft до списку “брамників” відповідно до Закону про цифрові ринки (DMA). За їх словами, Microsoft використовує свою перевагу в ролі розробника Windows — домінуючої операційної системи для персональних комп’ютерів із часткою понад 70 % ринку.